# ارنست لودویگ کیرشنر
ارنست لودویگ کیرشنر (آلمانی: Ernst Ludwig Kirchner; زاده ۶ مهٔ ۱۸۸۰ – درگذشته ۱۵ ژوئن ۱۹۳۸) نقاش و گراورساز اکسپرسیونیست اهل آلمان و از بنیانگذاران گروه بروکه بود که در شکوفایی اکسپرسیونیسم قرن بیستم سهم عمده‌ای داشت. آثارش از سوی نازی‌ها هنر فاسد قلمداد شده بود.
وی در سال ۱۹۳۸ با شلیک گلوله خودکشی کرد.

## نگارخانه

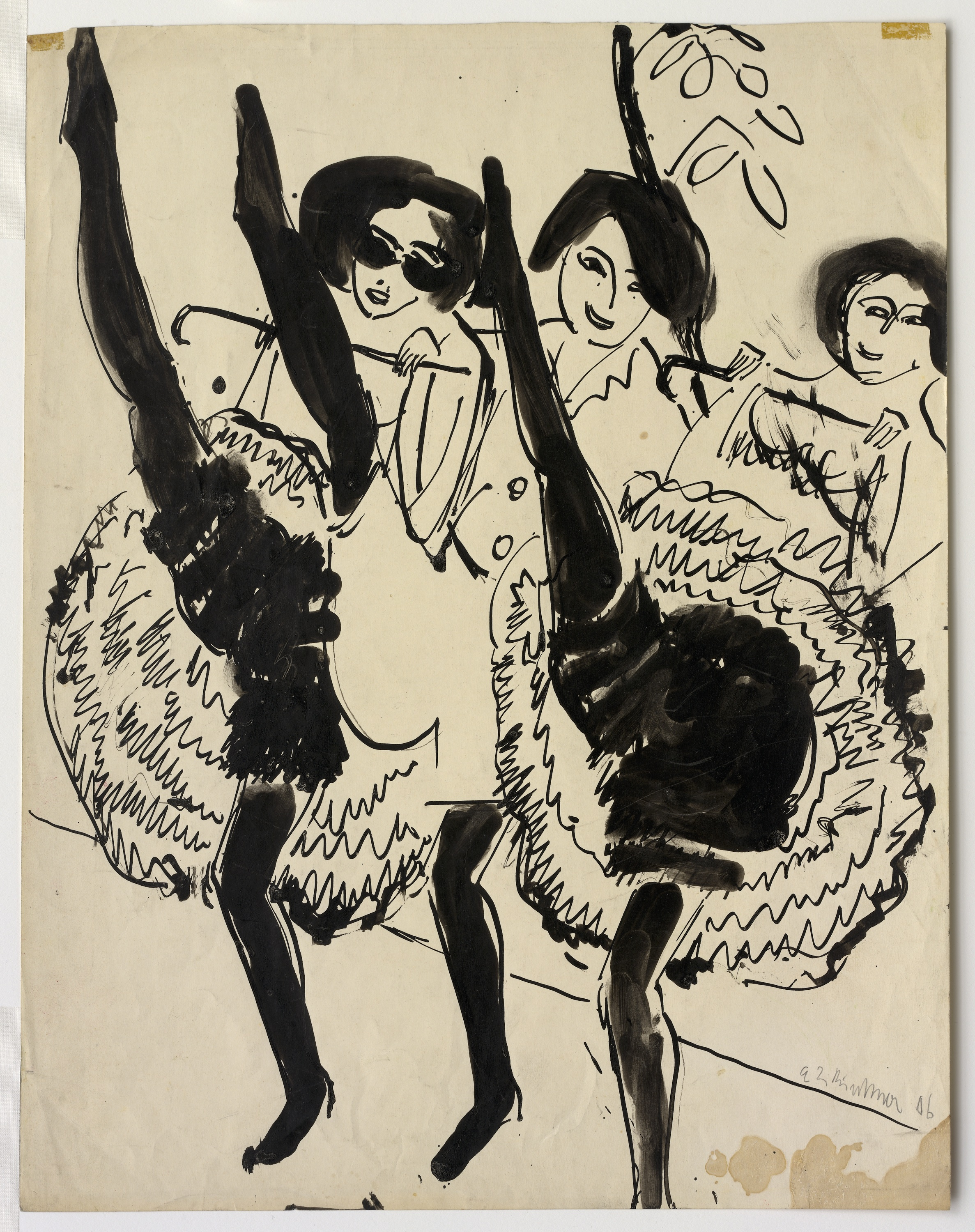
Dancers, 1906, موزه گوگنهایم نیویورک
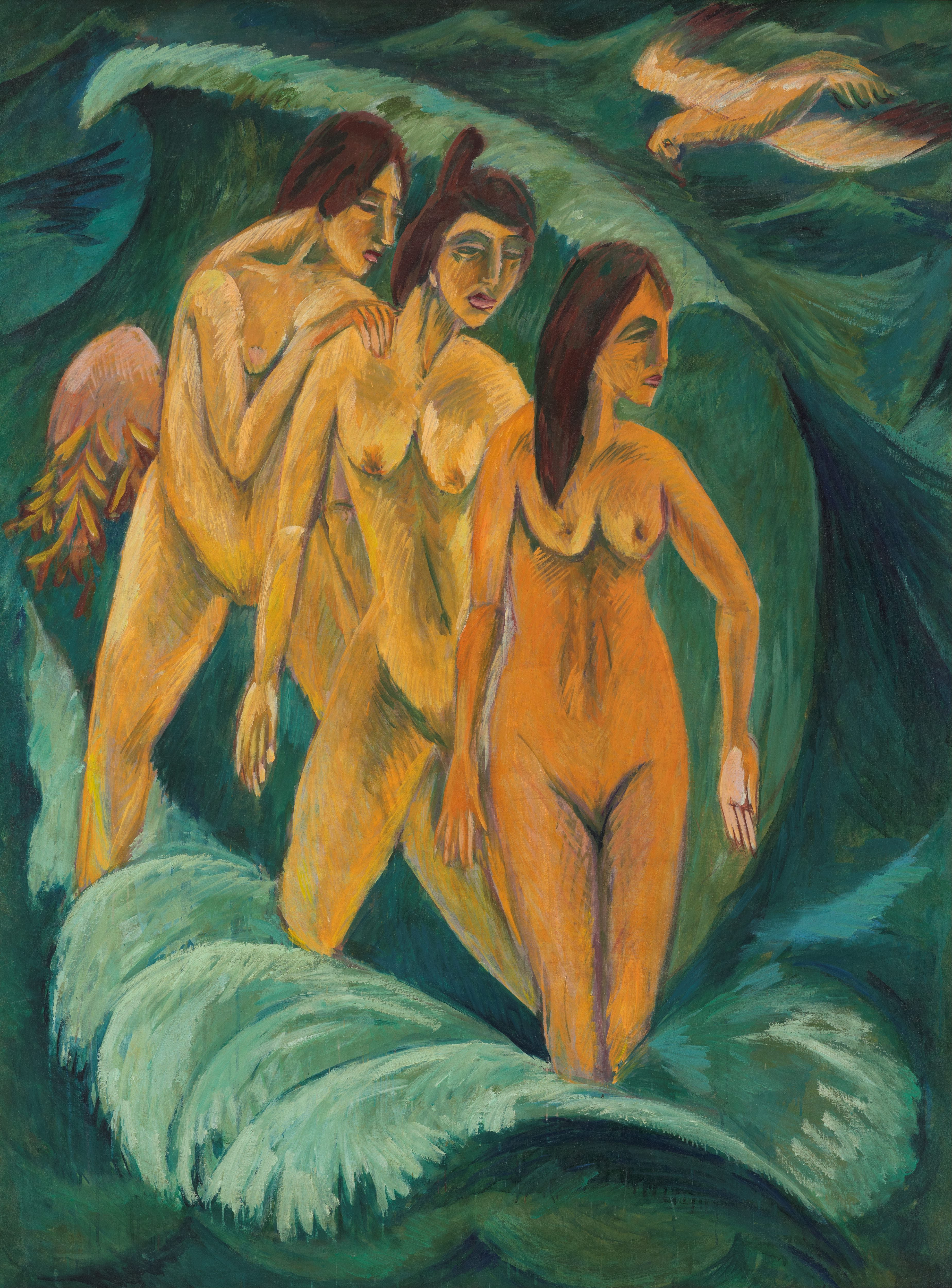
سه زن حین آب‌تنی ۱۹۱۳ م. نگارخانه نیو ساوت ولز
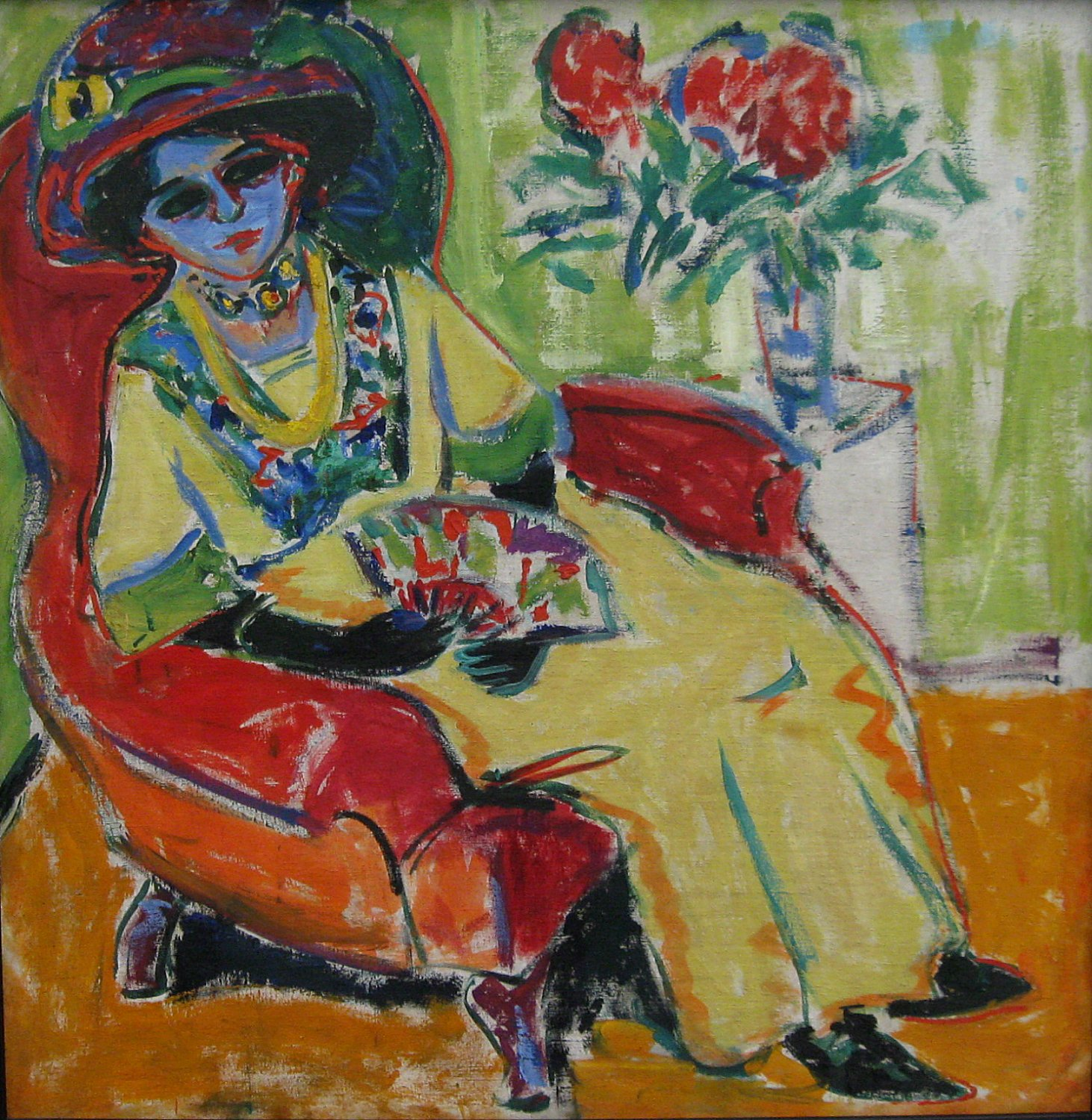
Sitting Woman (Dodo), 1907, Pinakothek der Moderne, مونیخ
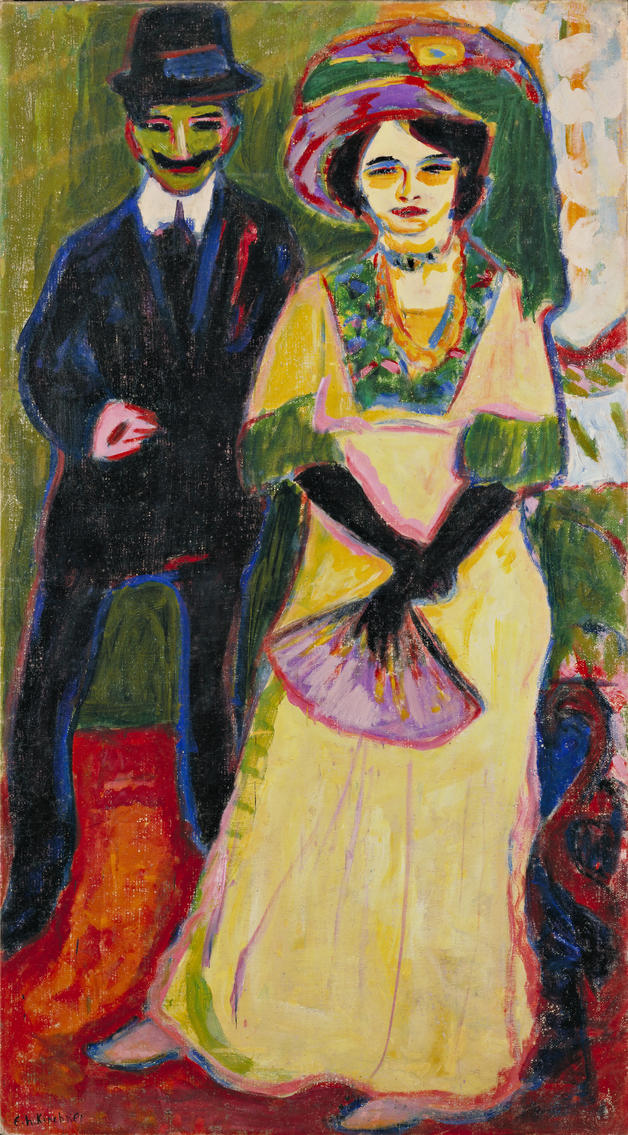
Dodo and her brother, c. 1908, Smith College Museum of Art
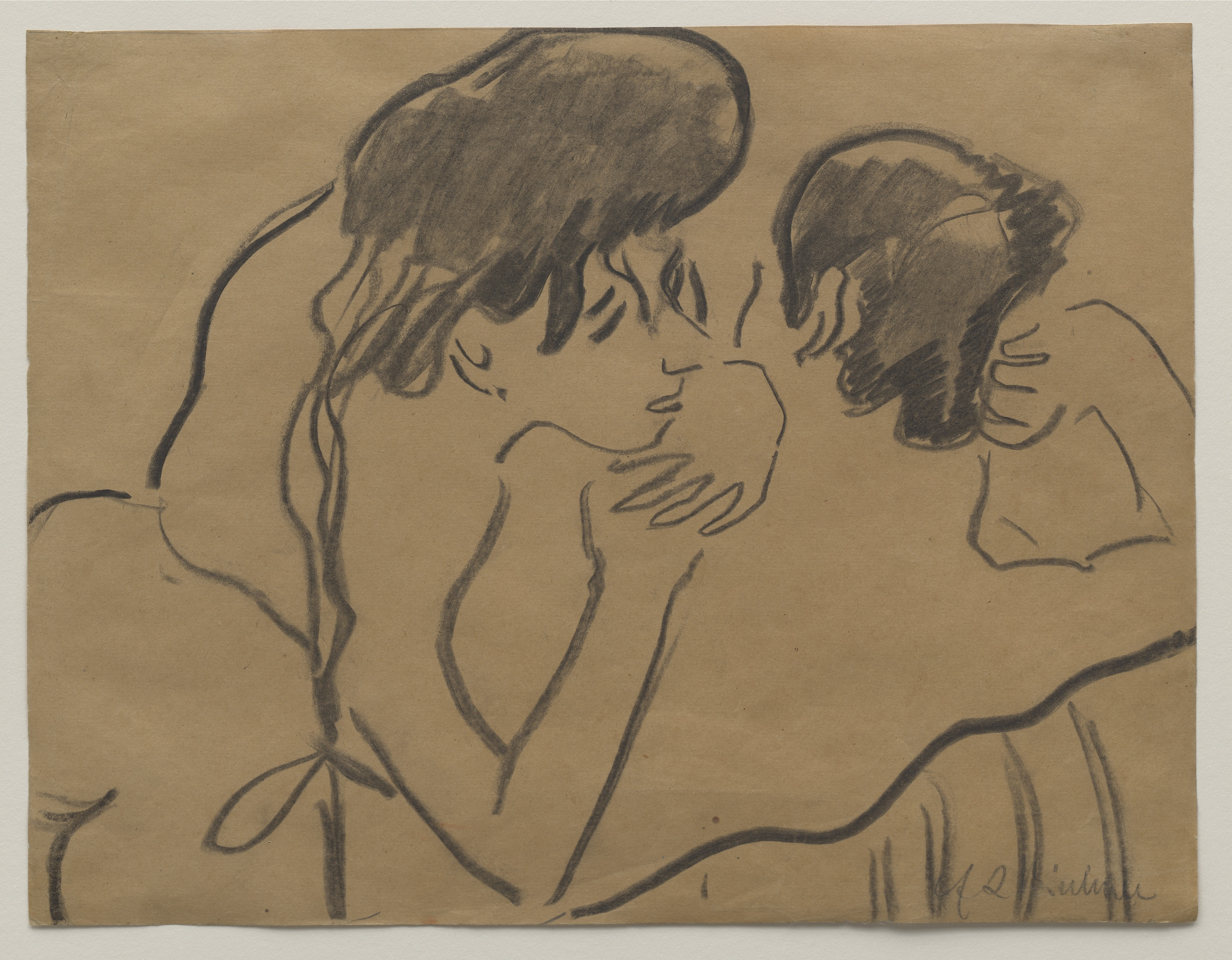
Nudes, ح. 1908, موزه گوگنهایم نیویورک
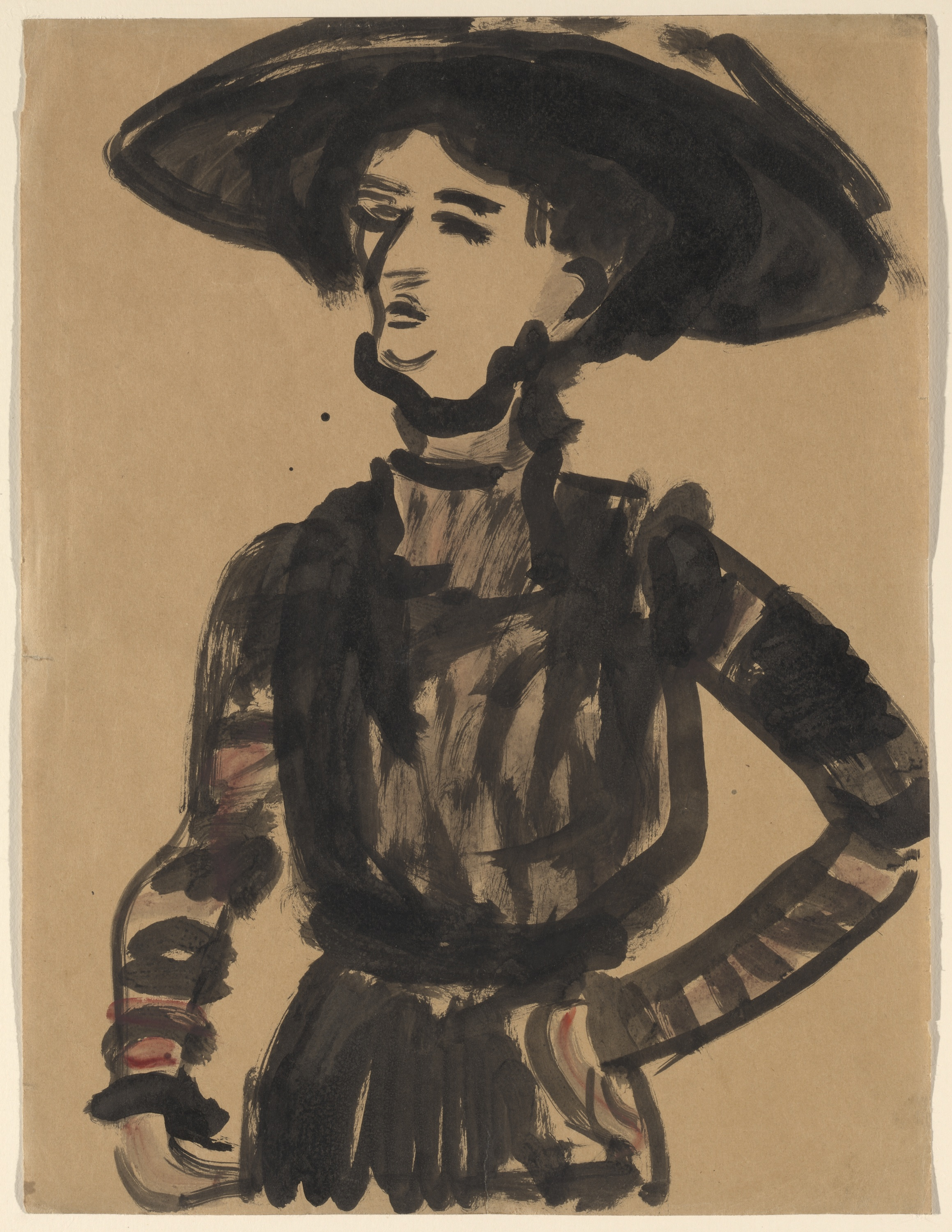
Woman with Black Hat, 1908, موزه گوگنهایم نیویورک
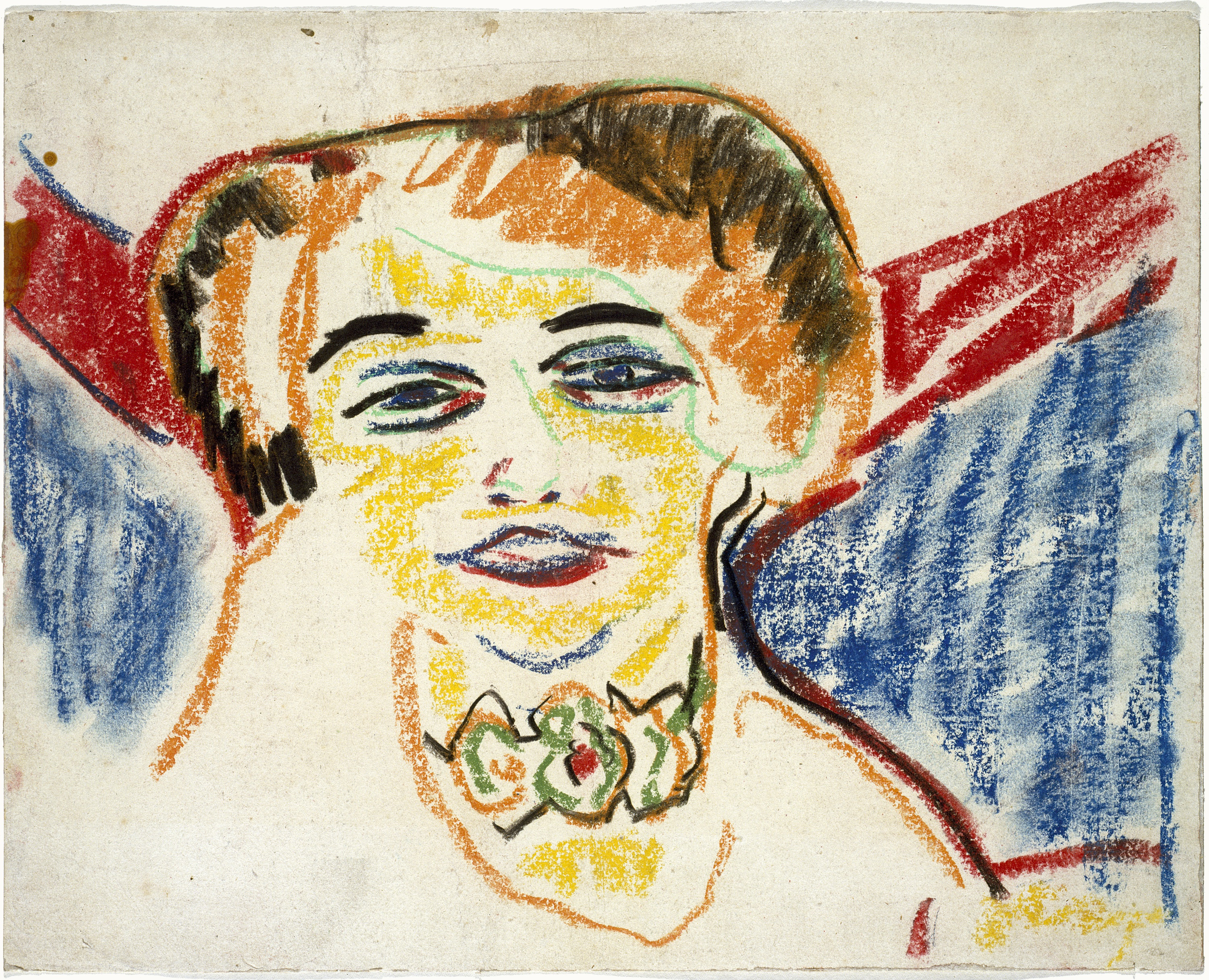
Head of a Woman, ح. 1909, موزه گوگنهایم نیویورک
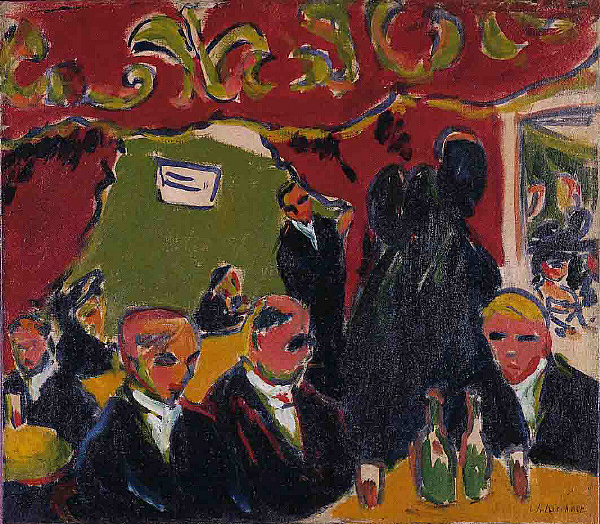
Tavern, 1909
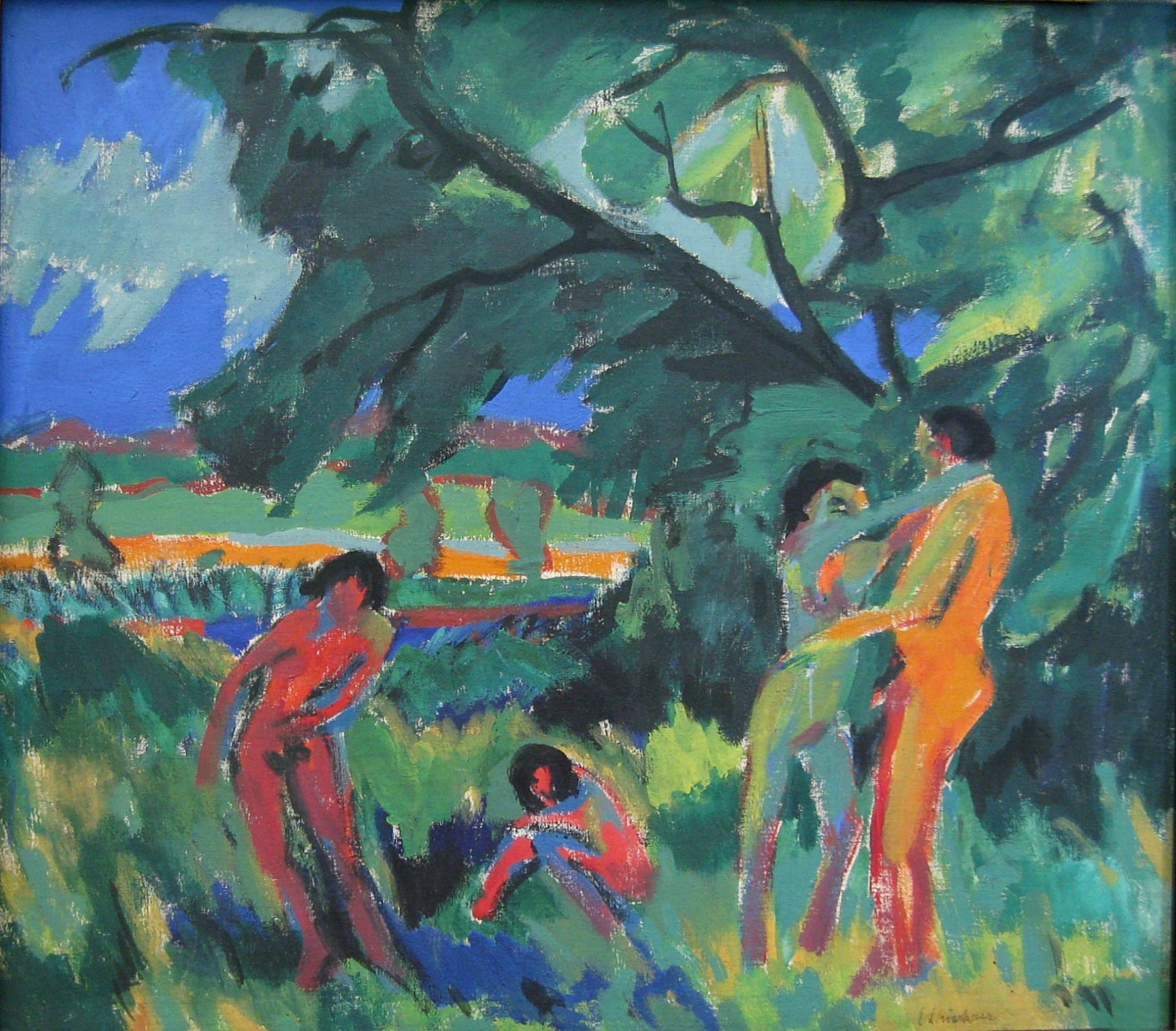
Naked Playing People, 1910
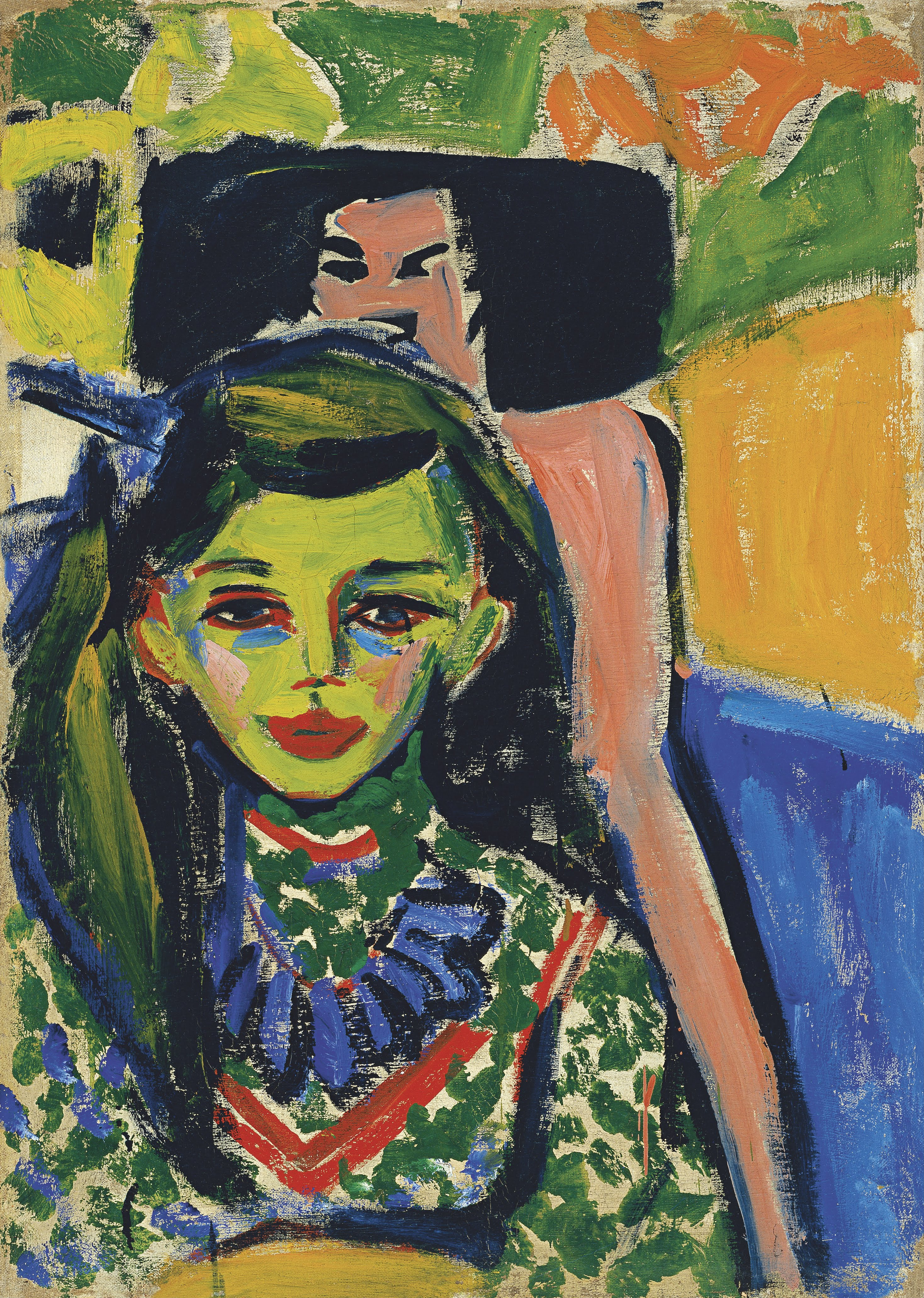
Fränzi in front of Carved Chair, 1910, Museo Thyssen-Bornemisza, مادرید
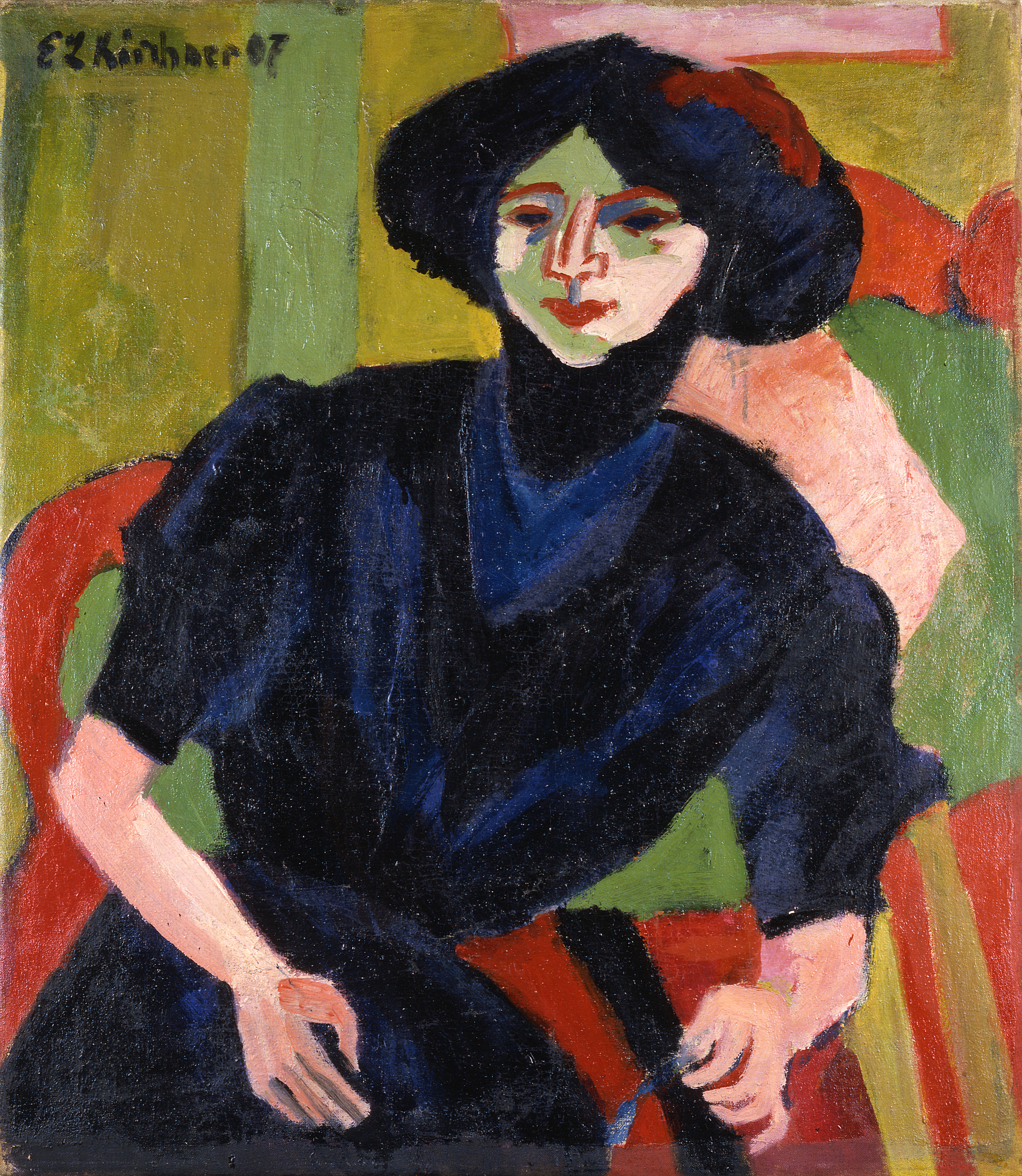
Portrait of a Woman, 1911
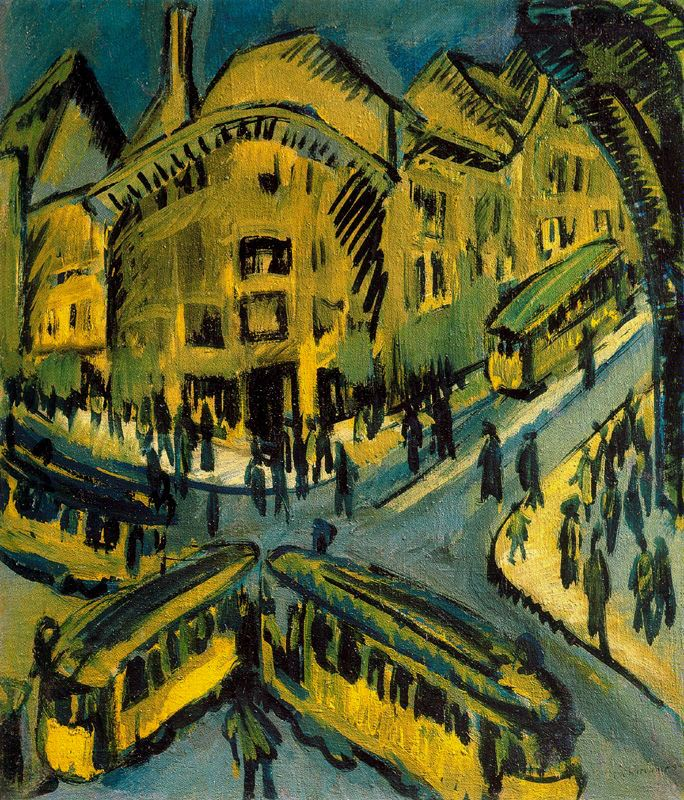
Nollendorfplatz, 1912
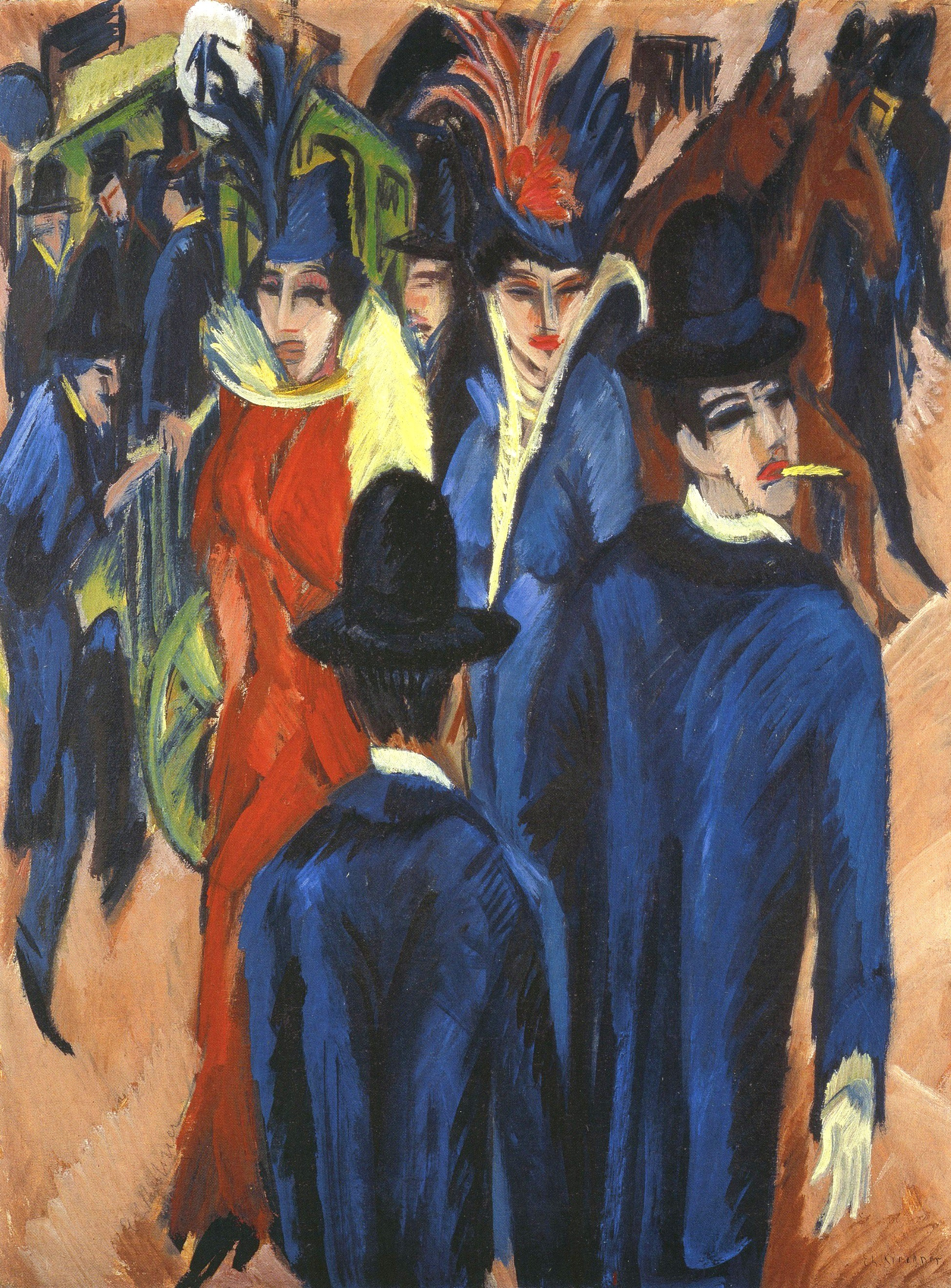
جلوهٔ خیابانی برلین ۱۹۱۳ م. گالری نئو نیویورک
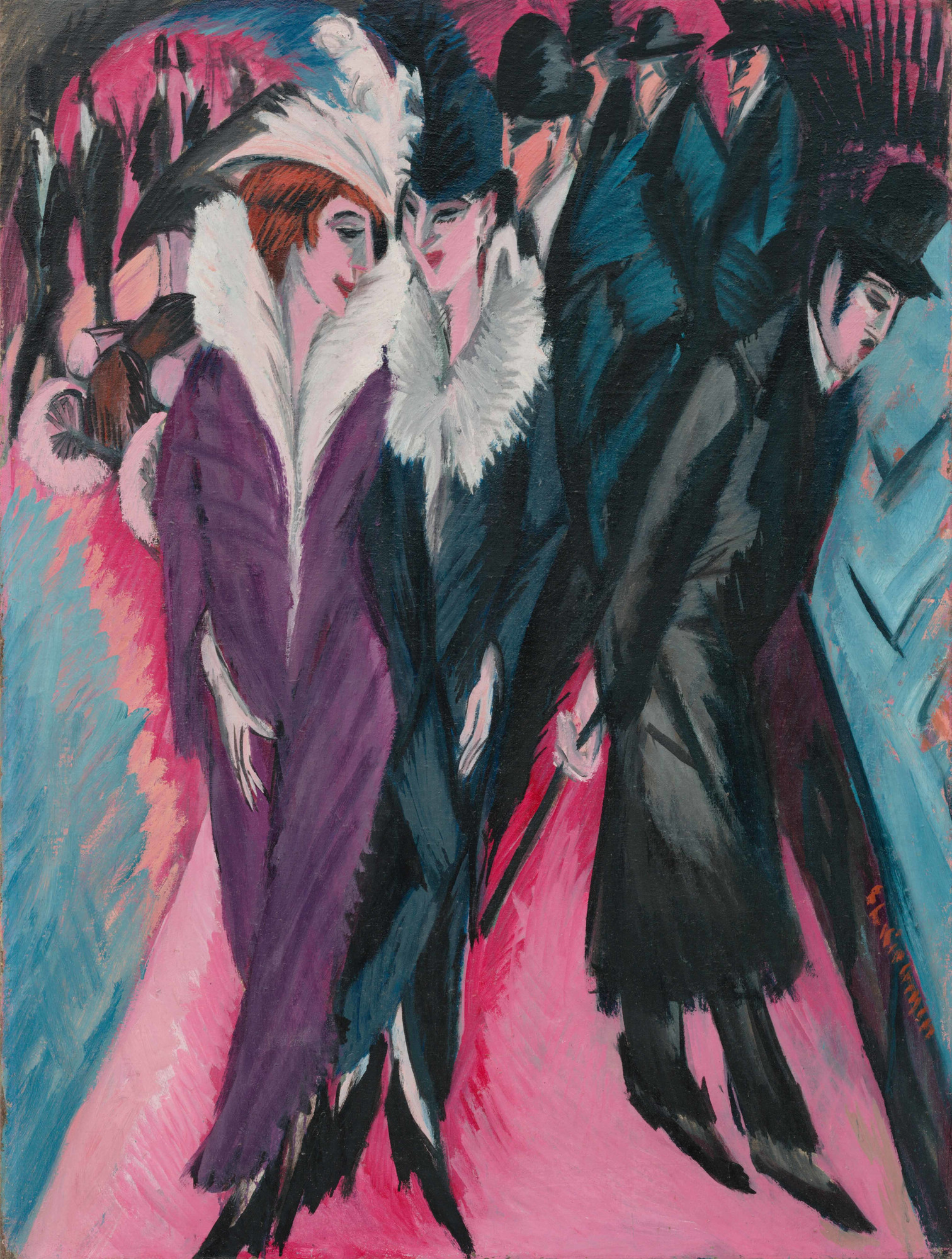
Street, Berlin (1913), one of a series on this theme, depicting prostitutes
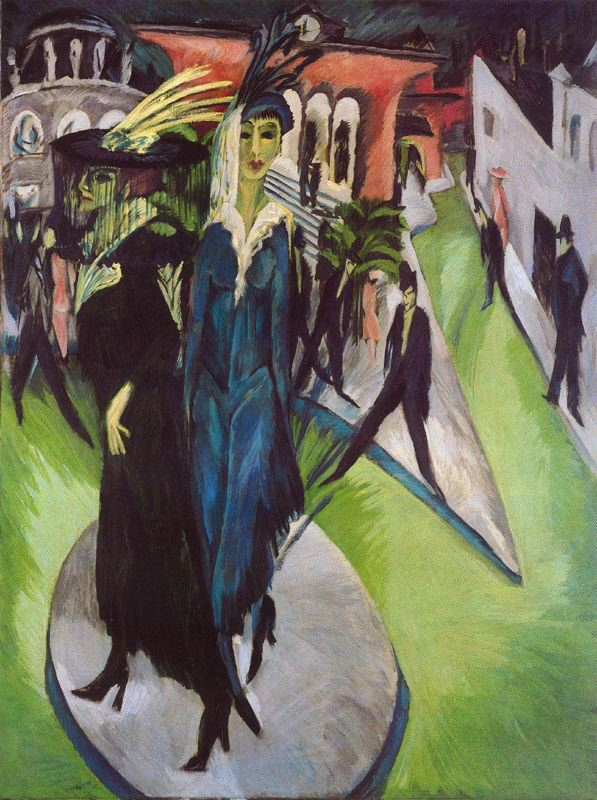
Potsdamer Platz, 1914
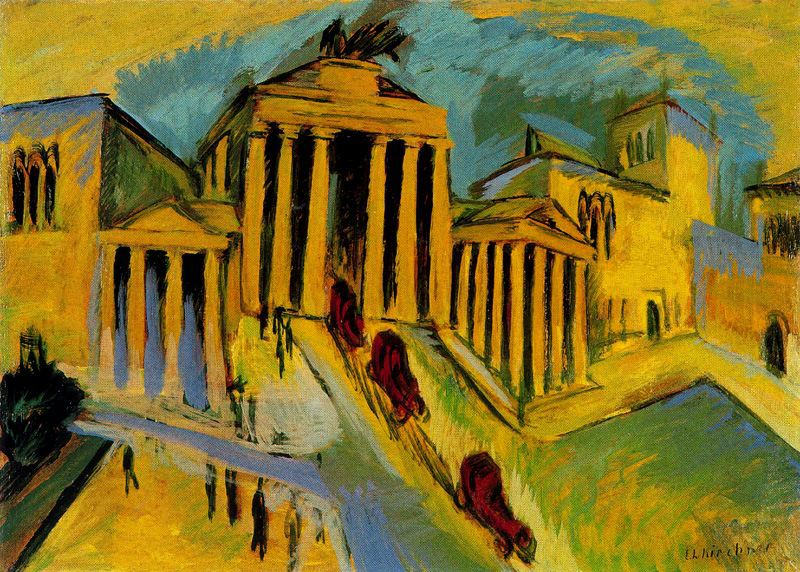
Brandenburger Tor, 1915
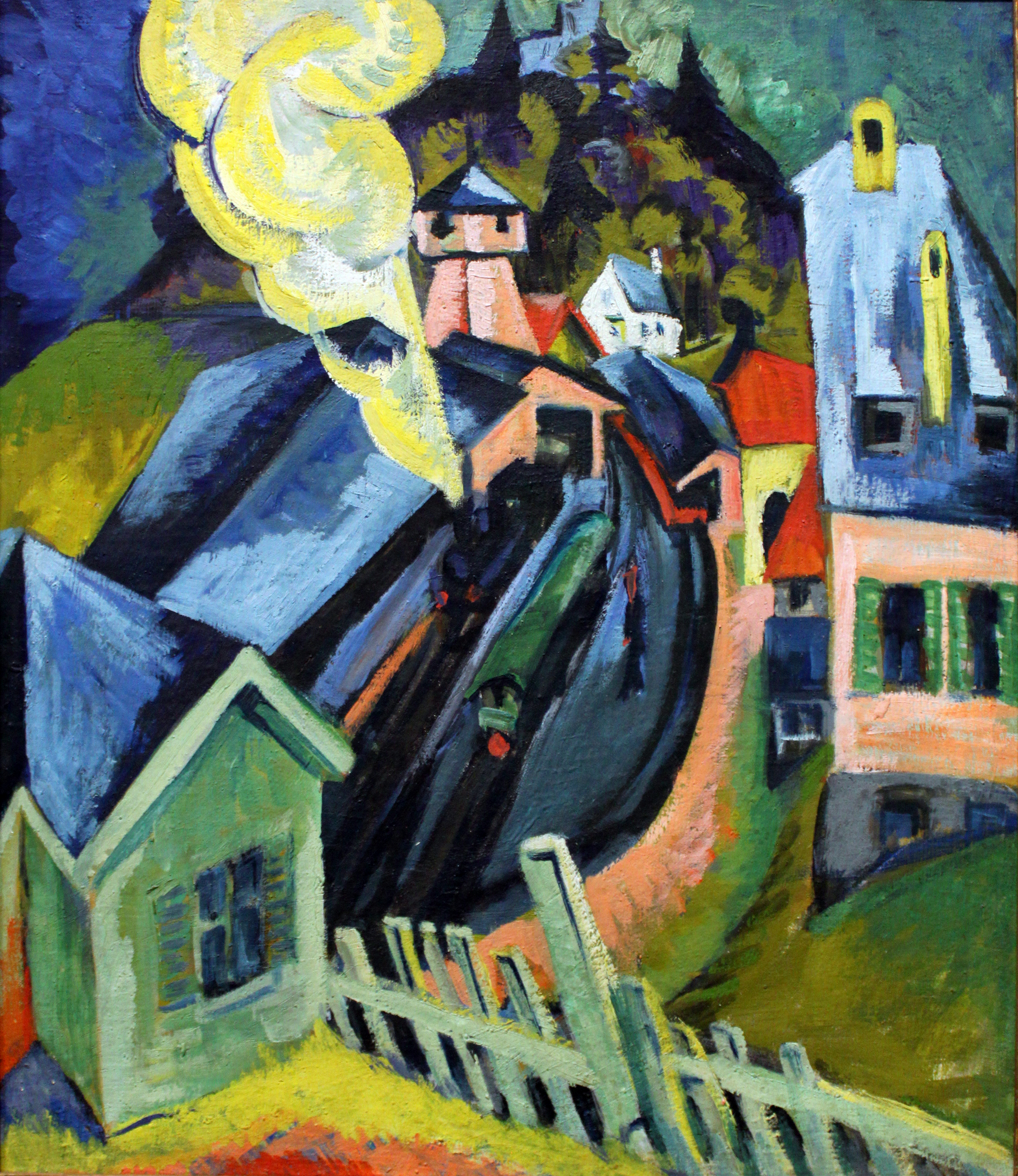
1916, Königstein Station, Städel
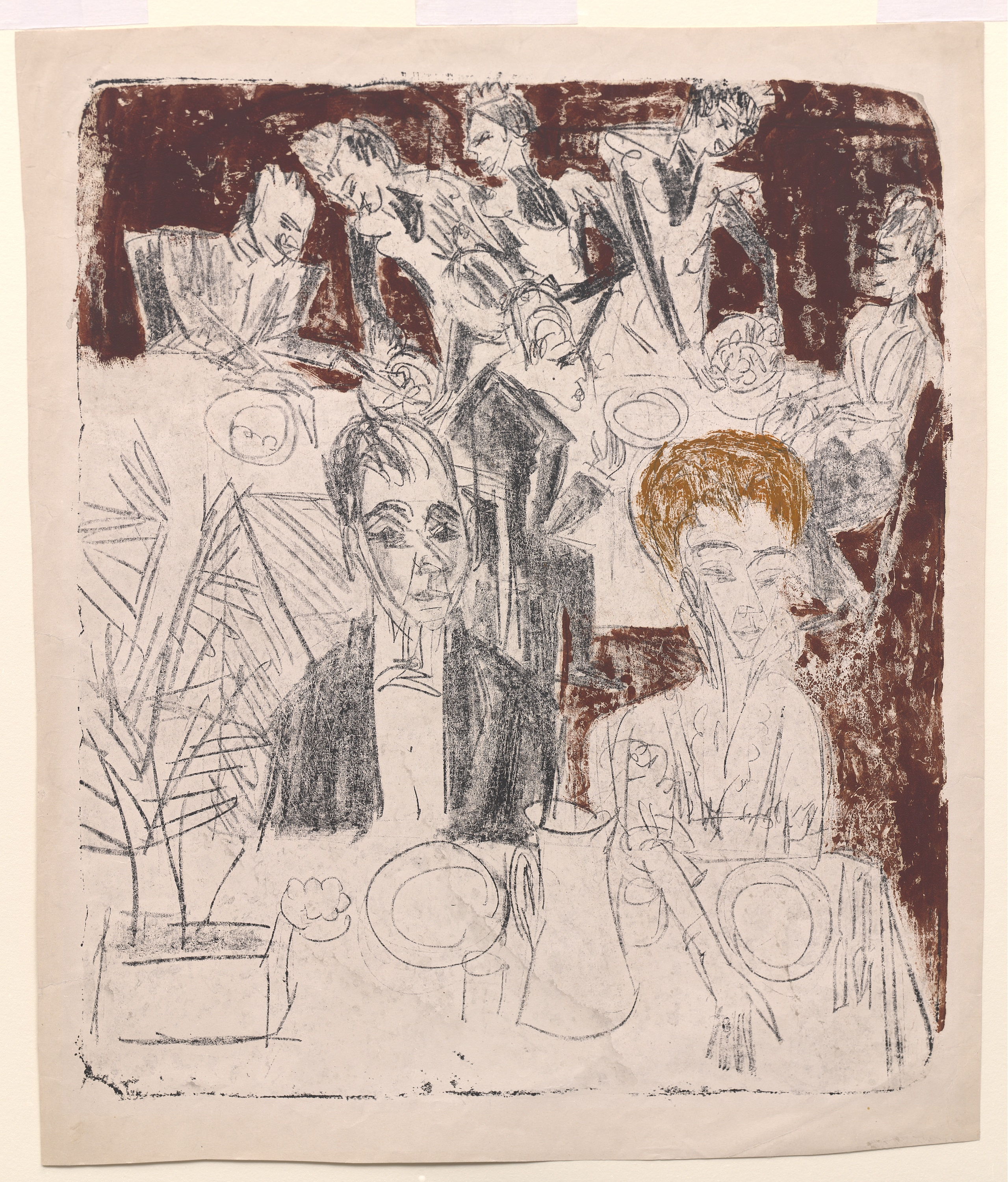
At the Table, 1916, موزه گوگنهایم نیویورک
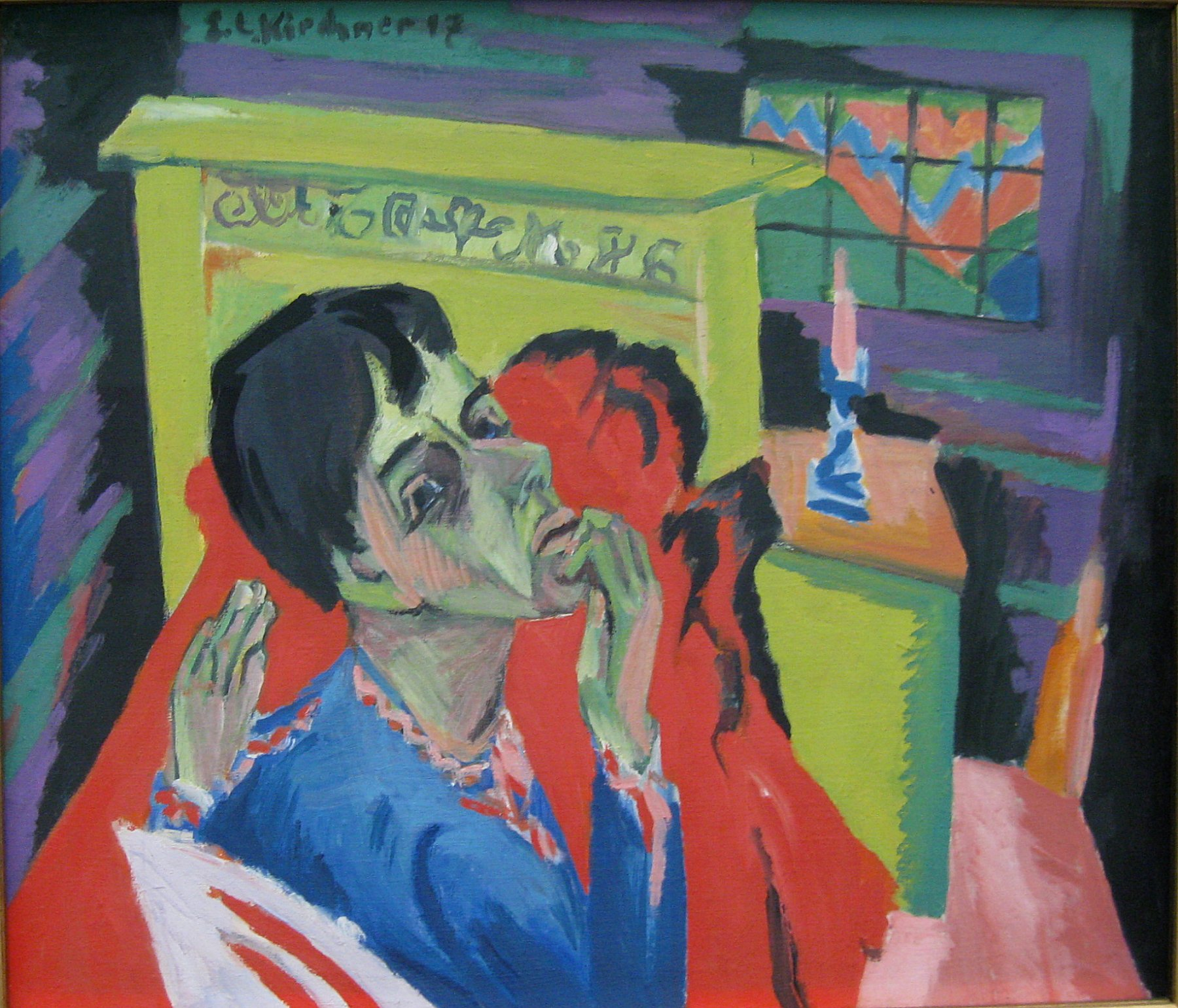
Self-portrait as a Sick Person, 1918
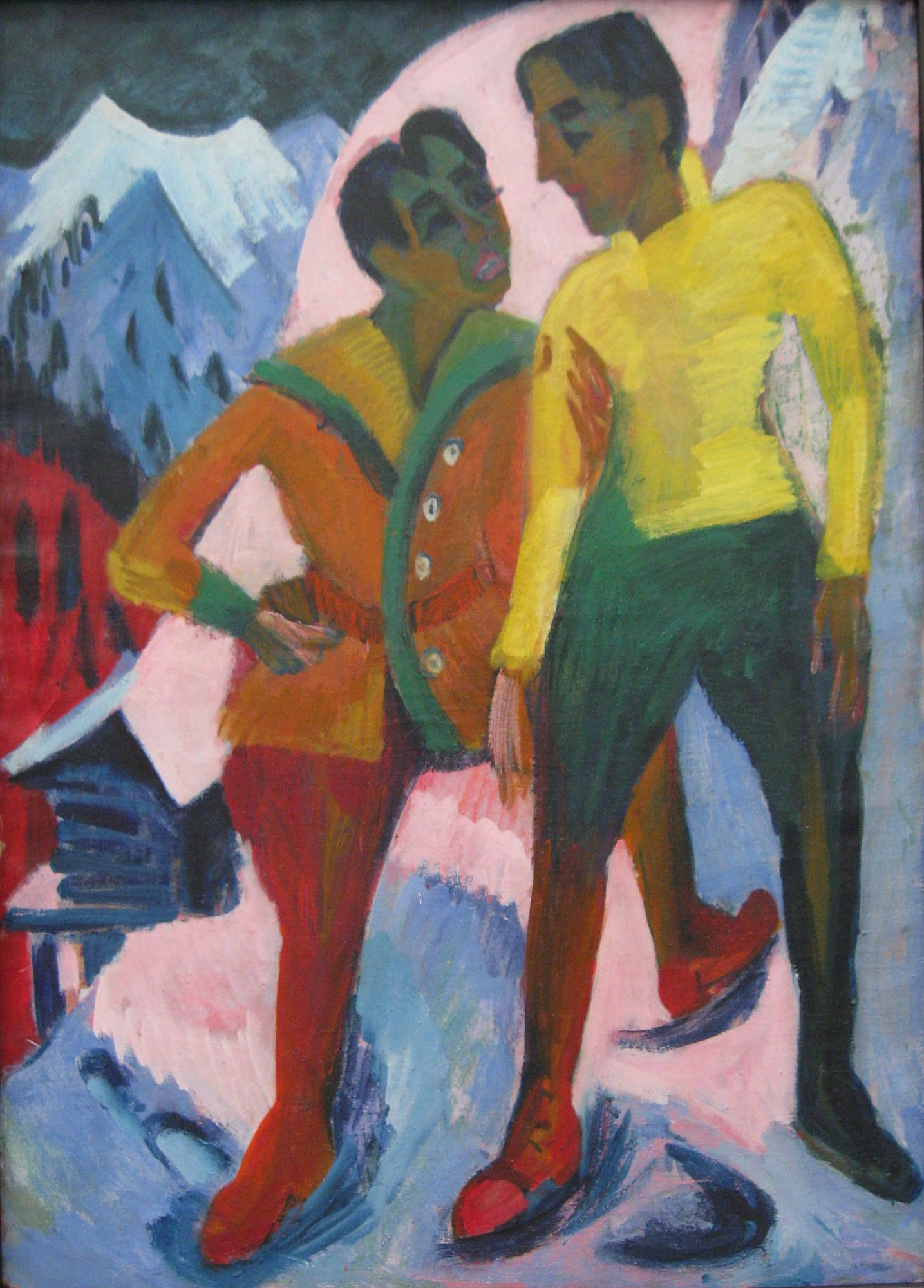
Two Brothers, 1921
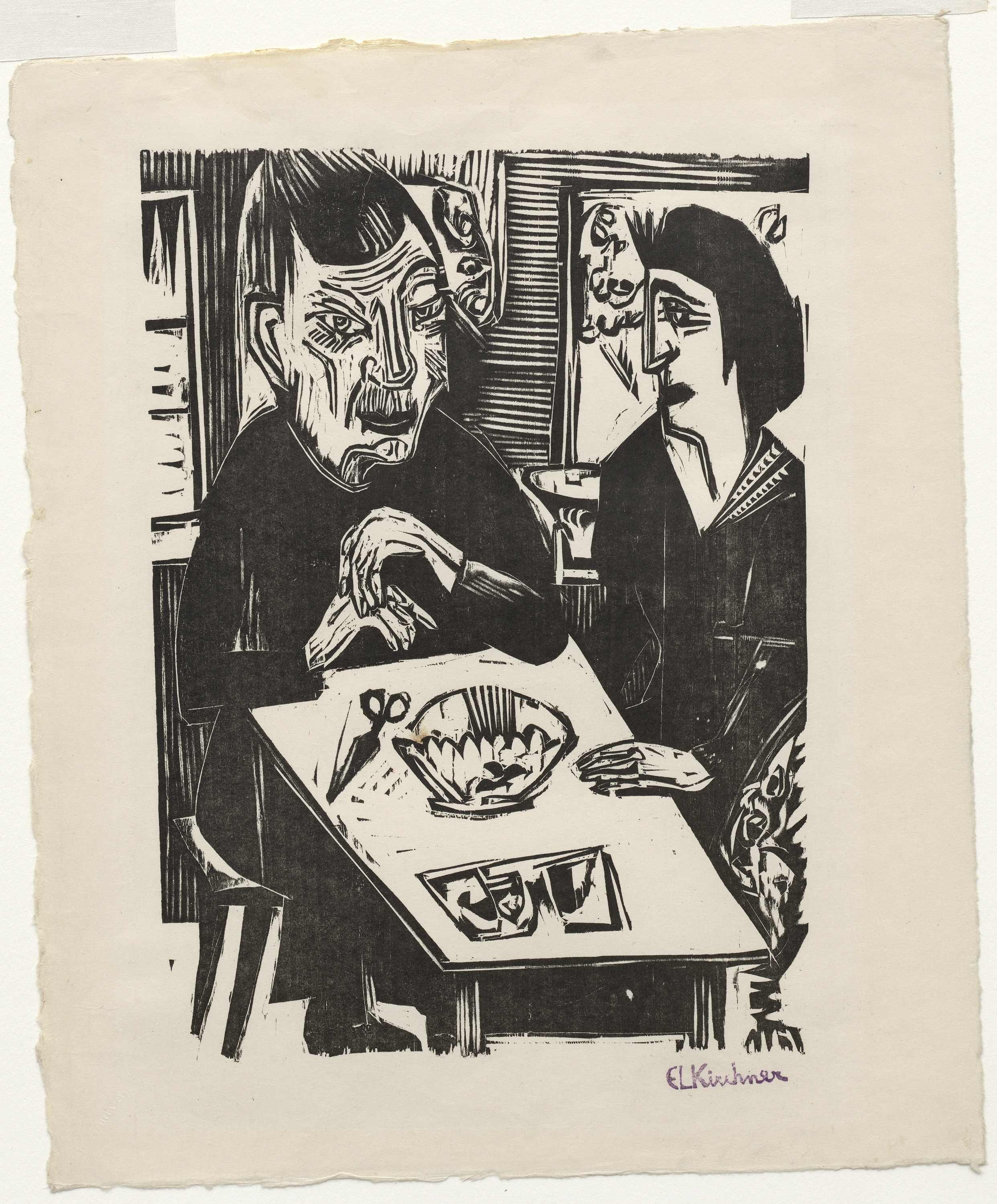
Old Woman and Young Woman, 1921, موزه گوگنهایم نیویورک
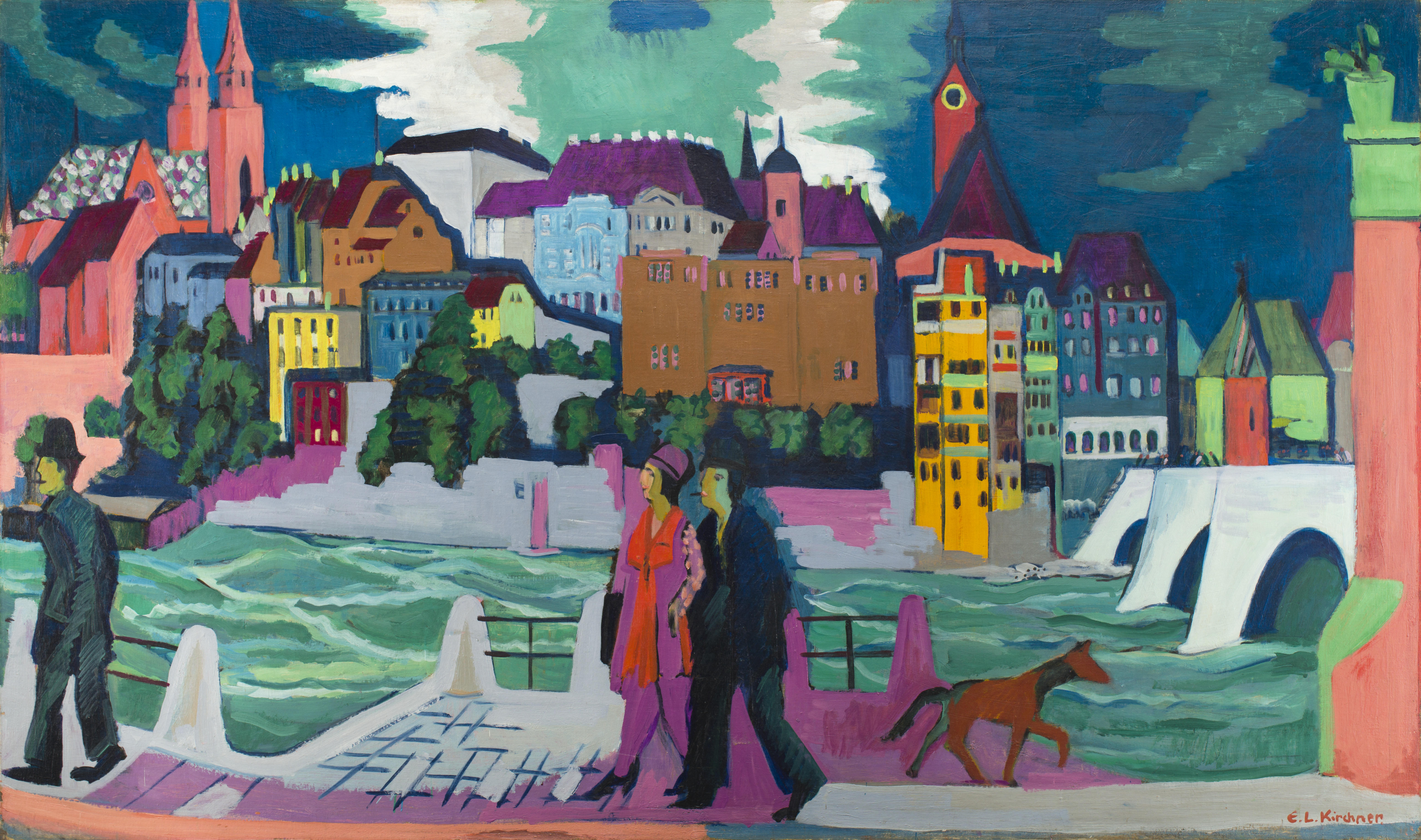
'View of Basel and the Rhine, 1921
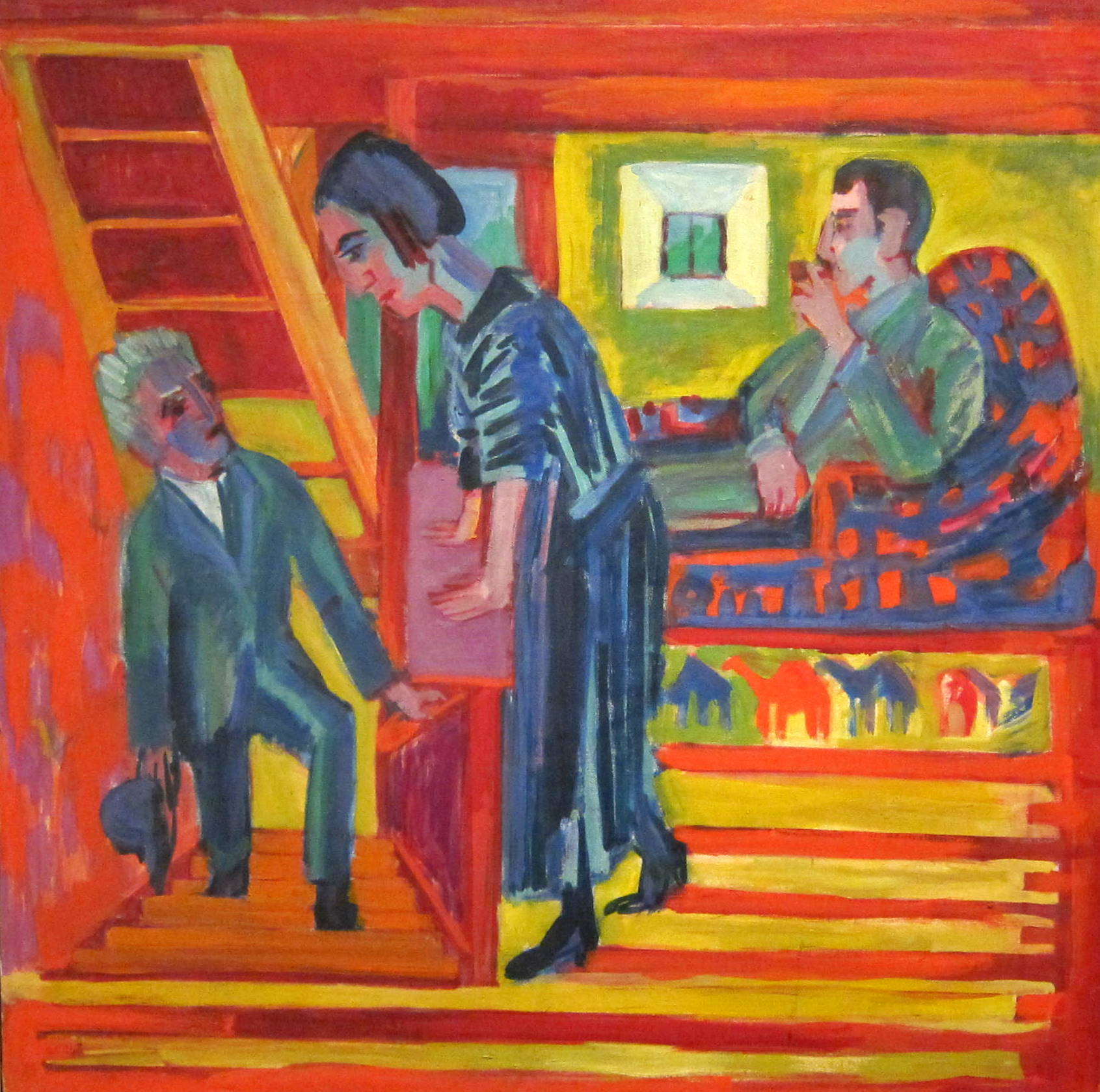
The Visit–Couple and Newcomer, 1922
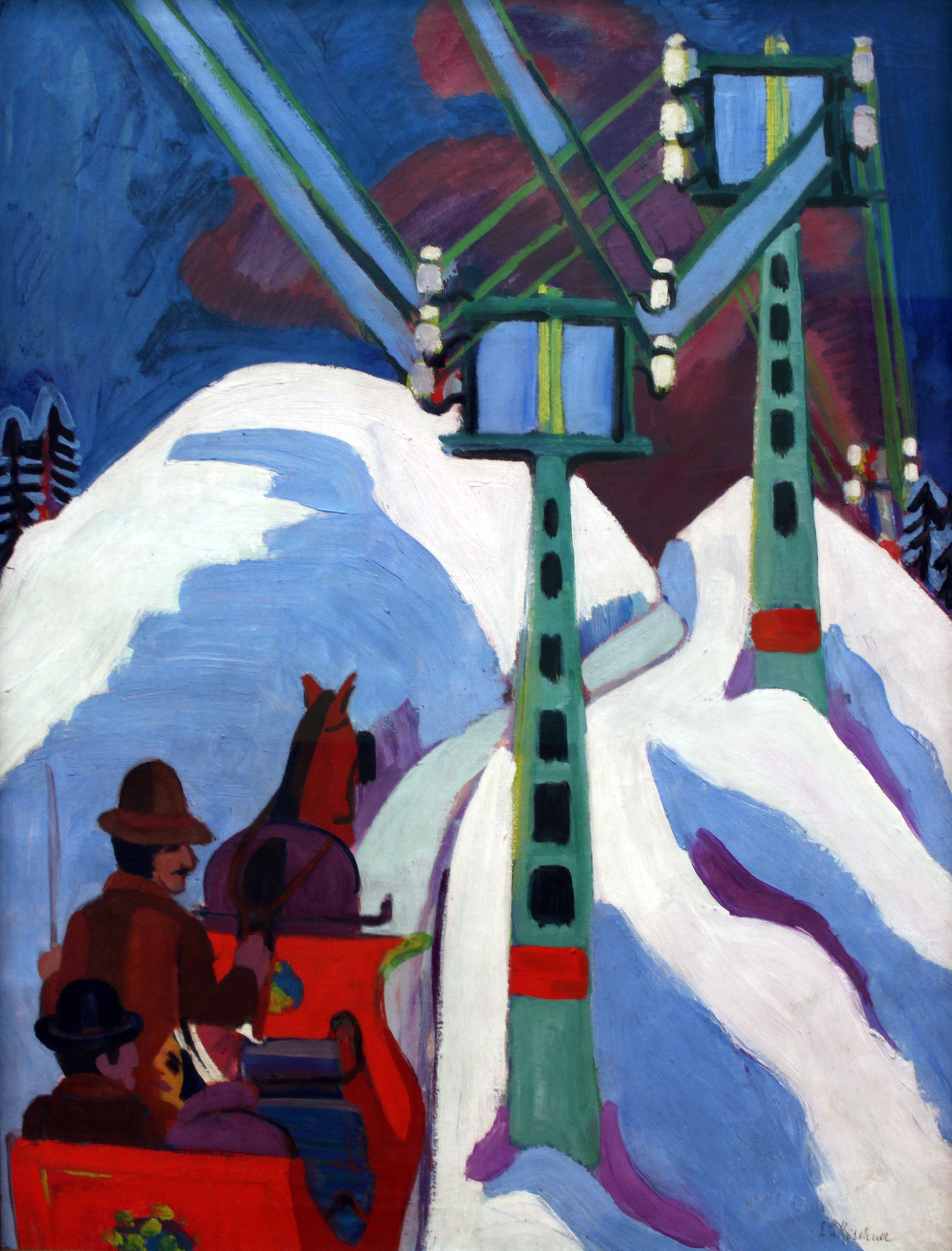
The Sleigh Ride, 1923, Germanisches Nationalmuseum
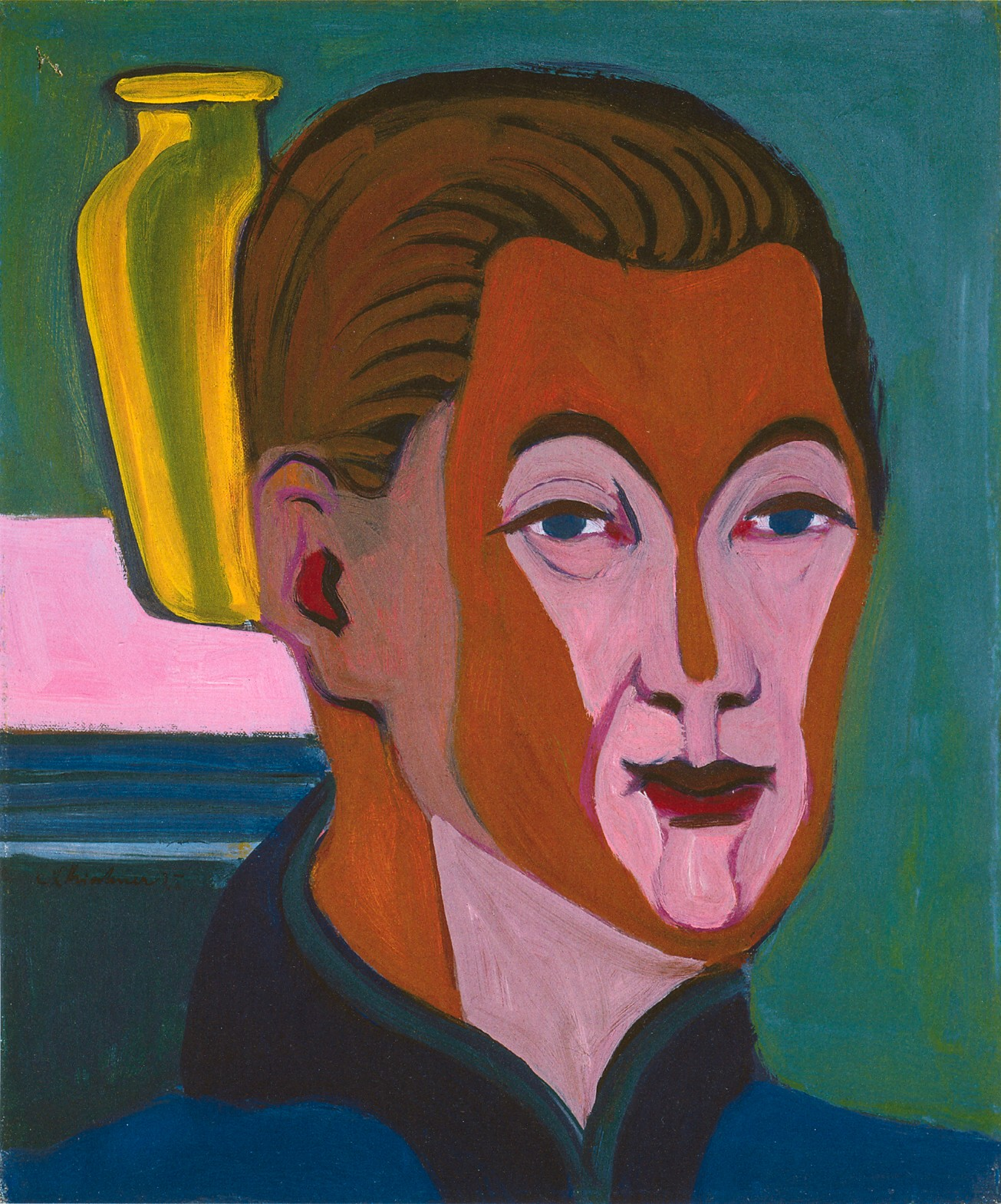
Self portrait, 1925
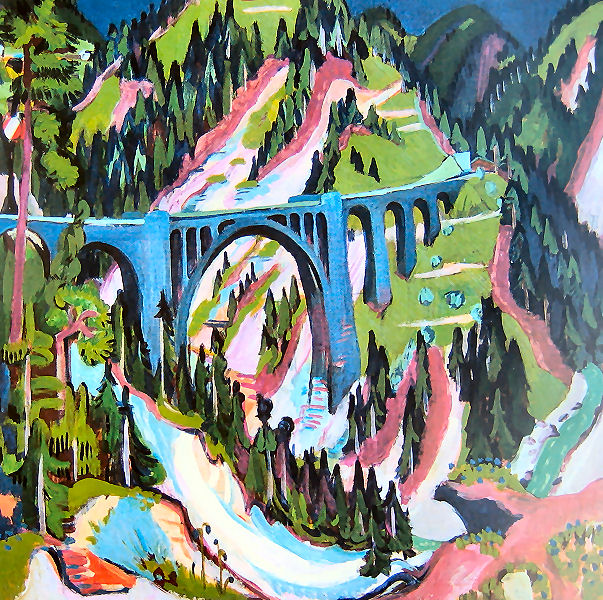
Brücke bei Wiesen, 1926
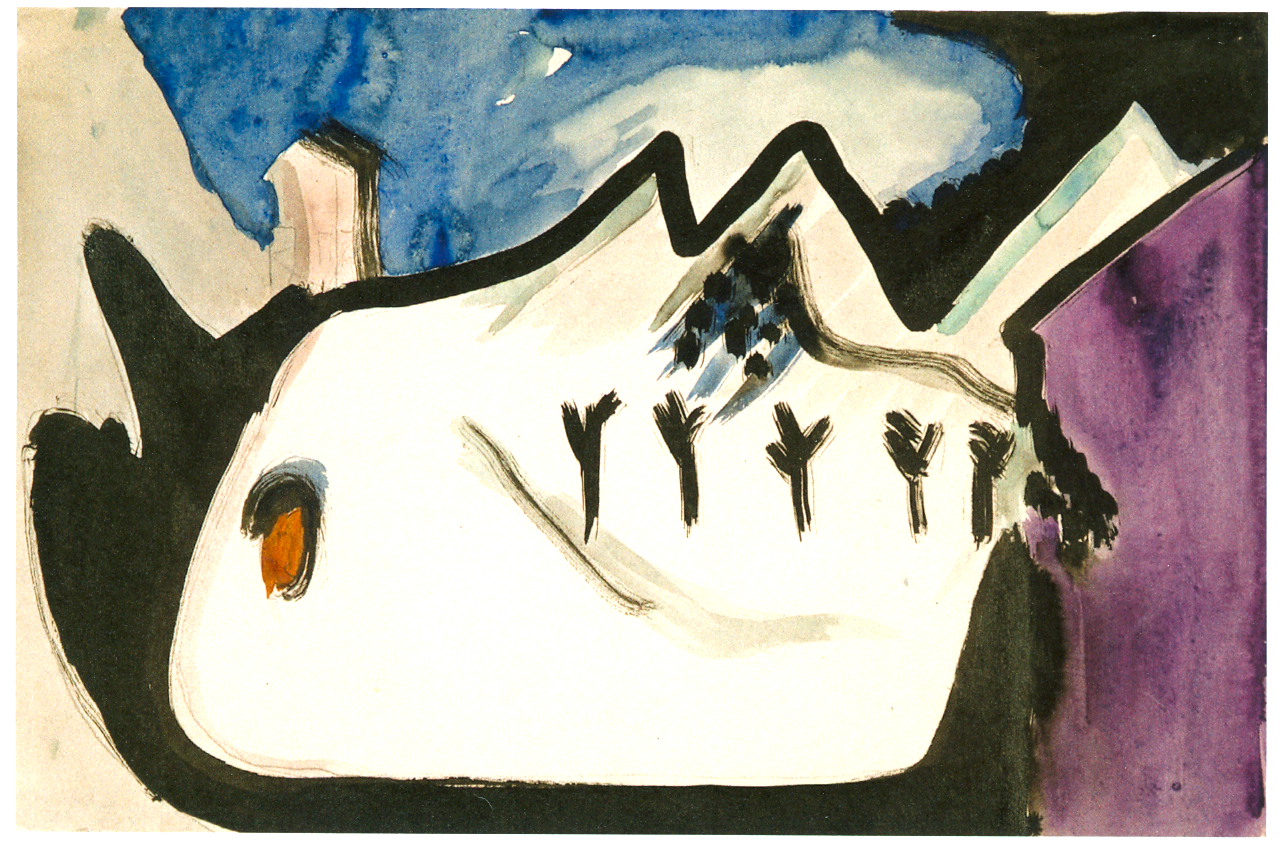
Snowy landscape, 1930
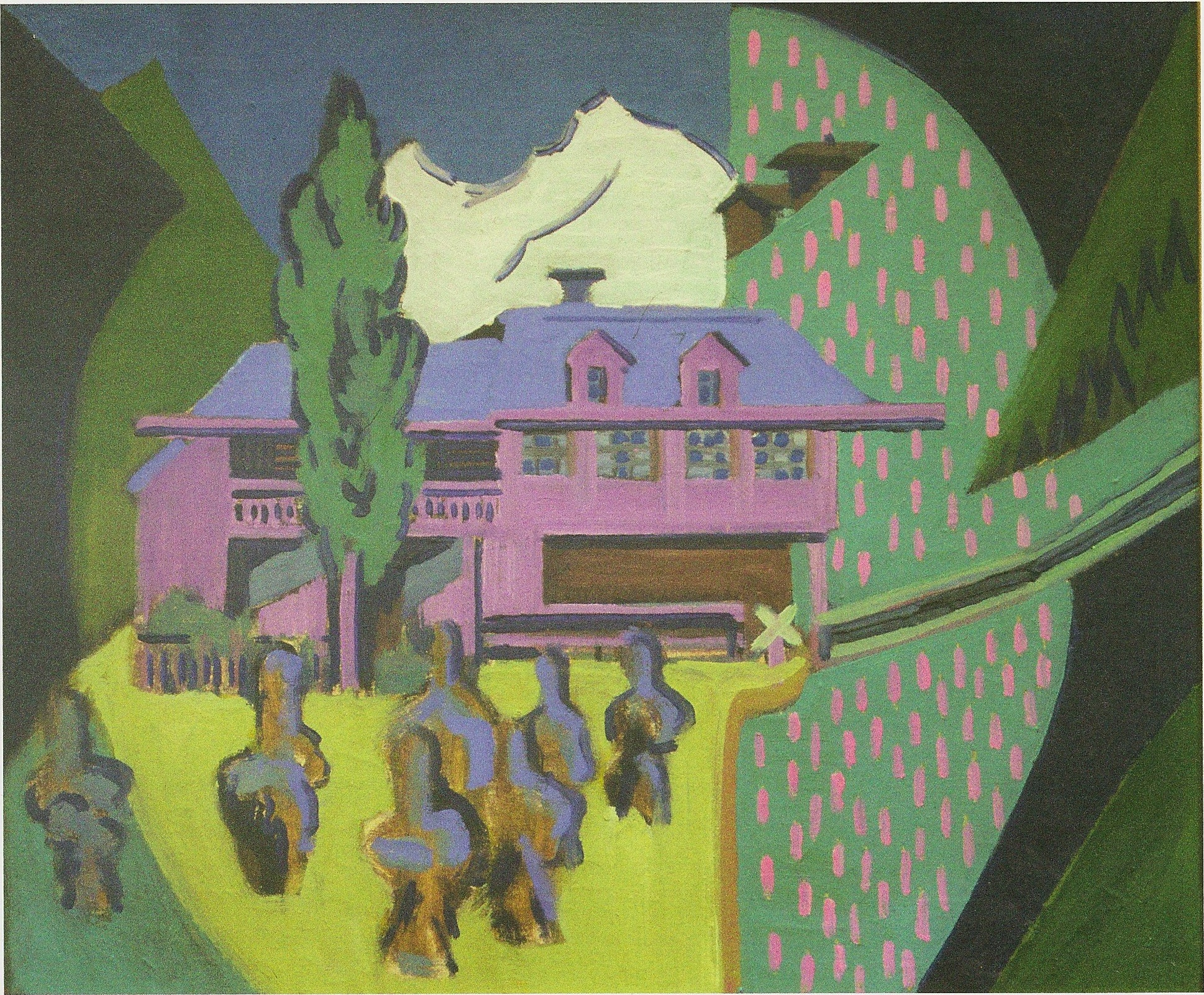
Violett House in Front of a Snowy Mountain, 1938
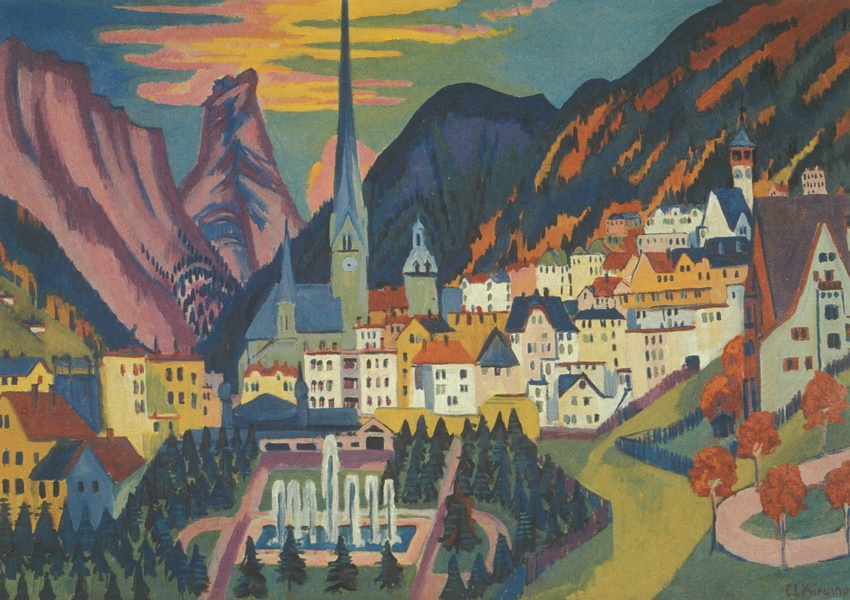
Davos in summer, 1925
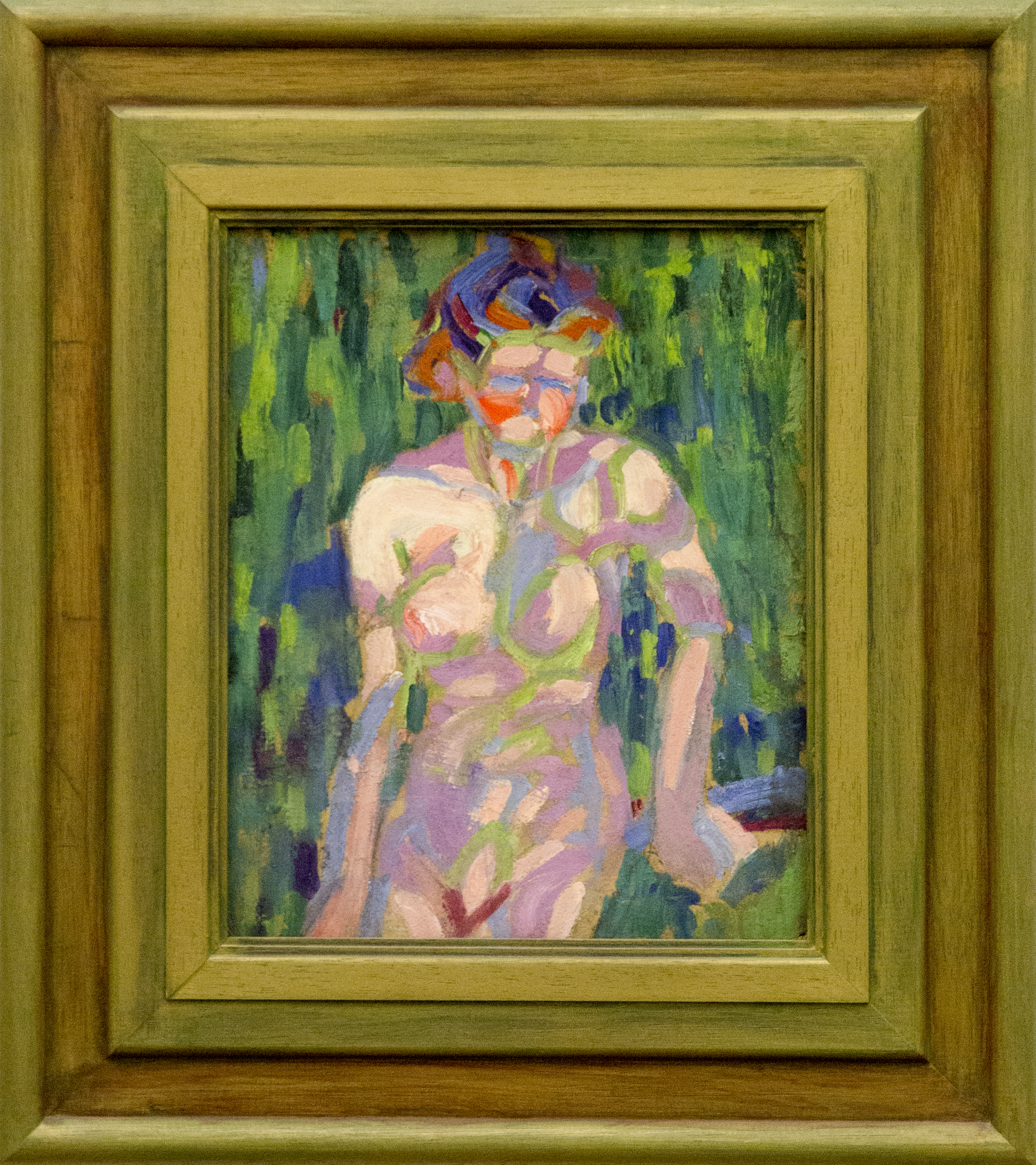
Female Nude with Foliage Shadows, 1905